# Piedmont (Wyoming)
Pour les articles homonymes, voir Piedmont.
Piedmont est une ville fantôme située dans le Comté de Uinta dans le Wyoming.
Elle a été fondée en 1867 en vue de fournir des services lors de la construction du chemin de fer. Elle a commencé à décliner quand l'Union Pacific a mis en service une nouvelle ligne ne passant pas par la ville.

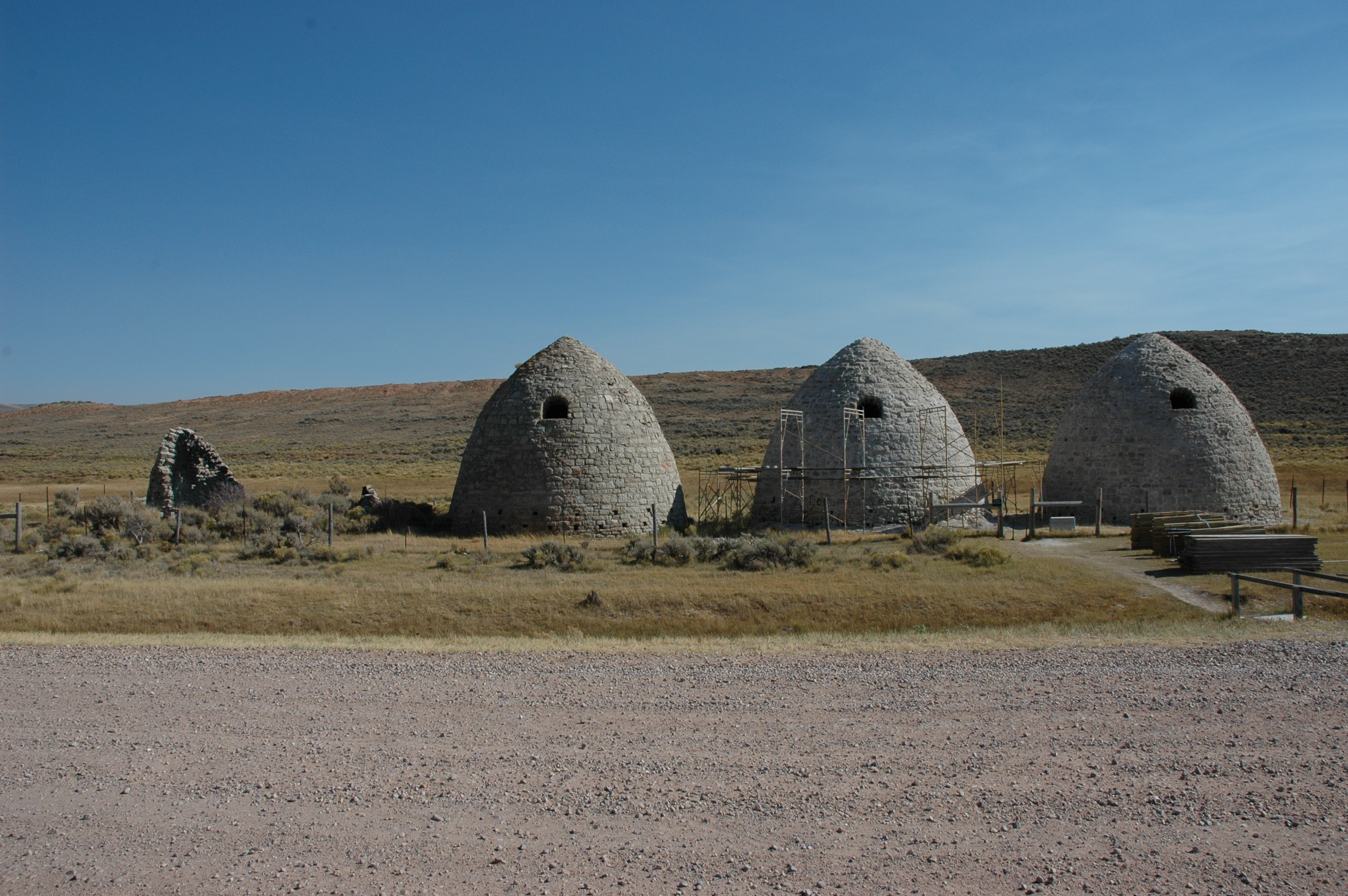
Fours à charbon à Piedmont.